# Zosterops vaughani
Zosterops vaughani là một loài chim trong họ Zosteropidae.